# Metalimnobia (Metalimnobia) jactator
Metalimnobia (Metalimnobia) jactator is een tweevleugelige uit de familie steltmuggen (Limoniidae). De soort komt voor in het Oriëntaals gebied.